# Alfred Schultze
Alfred Karl Hermann Schultze (* 25. Februar 1864 in Breslau; † 3. Juli 1946 in Leipzig) war ein deutscher Rechtswissenschaftler und Rechtshistoriker.

## Leben
Alfred Karl Hermann war Sohn des Kaufmanns und Hoflieferanten Hermann Schultze und dessen Frau Clara Bürger. Nachdem er die Schulzeit in Breslau durchlaufen hatte, legte er im Oktober 1880 sein Abiturexamen am Maria-Magdalenen-Gymnasium seiner Geburtsstadt ab und begann an der Friedrich-Wilhelms-Universität in Breslau das Studium der Rechte. Er war Mitglied der Studentenverbindung Wratislavia Breslau. Das Studium setzte er im Sommersemester 1881 an der Universität Genf und 1882 an der Universität Heidelberg fort. 1883 absolvierte er in Breslau seine Referendarprüfung und promovierte dort am 19. März 1886 aufgrund einer Dissertation über modernes Verfahrensrecht zum Doktor der Rechte. 1889 wurde er Gerichtsassessor am Amtsgericht in Breslau, habilitierte sich 1891 als Privatdozent in Breslau und wurde 1895 außerordentlicher Professor der Rechte an der Universität Halle-Wittenberg.
1896 kehrte er als außerordentlicher Professor an die Universität Breslau zurück und zog im Sommersemester 1897 als ordentlicher Professor des deutschen Rechts an die Universität Jena. Hier ernannte man ihn am 1. April 1897 zum Oberlandesgerichtsrat und er wurde im Wintersemester 1902 Rektor der Salana. Am 1. April 1904 übernahm er die ordentliche Professur des deutschen Rechts und Kirchenrechts an der Universität Freiburg im Breisgau, wo er 1907 ordentliches Mitglied der Badischen Historischen Kommission und 1914/15 Prorektor der Alma Mater wurde. 1917 wechselte er an die Universität Leipzig als Professor des deutschen Rechts und Kirchenrechts, wo er im selben Jahr zum Domherr des Hochstiftes Meißen avancierte und den Titel eines Geheimrats erhielt.
Am 1. Juli 1920 wurde er ordentliches Mitglied der Sächsischen Akademie der Wissenschaften in Leipzig, 1930 korrespondierendes Mitglied der Königlich Preußischen Akademie der Wissenschaften, 1931 korrespondierendes Mitglied der Bayerischen Akademie der Wissenschaften, 1933 korrespondierendes Mitglied der Österreichischen Akademie der Wissenschaften und Mitglied der Accademia Nazionale dei Lincei. Zudem war er Ehrenmitglied des Reichsinstituts für ältere deutsche Geschichtskunde, ordentliches Mitglied der Sächsischen Kommission für Geschichte und erhielt die theologische Ehrendoktorwürde der Universität Leipzig. 1934 wurde er emeritiert. Nach dem Zweiten Weltkrieg wurde er reaktiviert und hielt bis zu seinem Tod Vorlesungen. Der Zivil- und Kirchenrechtler hatte sich vor allem auf dem Gebiet der Rechtsgeschichte hervorgetan.
Schultze heiratete am 10. August 1897 in Breslau Agnes Dorothea Eugenie von Lasaulx (* 2. November 1872 in Bonn), die Tochter des Professors der Mineralogie und Geologie an der Universität Bonn Arnold von Lasaulx. Von den Kindern kennt man den
Rechtsprofessor Hermann Schultze-von Lasaulx (* 21. Oktober 1901 in Jena; † 1. Oktober 1999 in Renan/Italien), die Tochter Frieda Schultze (* 1898, verh. Clausen in Den Haag) und die Tochter Anneliese Schultze (* 1900), welche mit dem Professor für Lebensmittelchemie Albert Kurt Täufel verheiratet war.

## Werke (Auswahl)
- Erörterungen zur Lehre von der Veräusserung der in Streit befangenen Sache und der Cession des geltend gemachten Anspruchs nach dem Rechte der Deutschen Civilprozessordnung. Breslau 1886.
- Zur Lehre von der Veräußerung der in Streit befangenen Sache. 1886.
- Die Vollstreckbarkeit der Schuldtitel für und gegen die Rechtsnachfolger. Breslau 1891.
- Die langobardische Treuhand und ihre Unterbildung zur Testamentsvollstreckung. Breslau 1895, Aalen 1973.
- Treuhänder im geltenden bürgerlichen Recht. Jena 1901.
- Gerüfte und Merktkauf in Beziehung zur Fahrnisverfolgung. 1905.
- Über Gästerecht und Gastgerichte in den deutschen Städten des Mittelalters. München 1908.
- Die Bedeutung des Zuges auf den Gewähren im Anefangsverfahren. Weimar 1911.
- Siegfried Rietschel: eine Skizze seines Lebens und Wirkens. Weimar 1912. Auch in: Zeitschrift der Savigny-Stiftung für Rechtsgeschichte, Germanistische Abteilung (GA), Band 33
- Zur Textgeschichte der Freiburger Stadtrechtsaufzeichnungen. In: Zeitschrift für die Geschichte des Oberrheins, 1913, N.F., 28.
- Stadtgemeinde und Kirche im Mittelalter. München 1914. Auch in: Festschrift für Dr. Rudolph Sohm.
- Der Einfluß der Kirche auf die Entwicklung des germanischen Erbrechts. Freiburg i. B. 1914.
- Stadtgemeinde und Reformation. Tübingen 1918.
- Die Rechtslage der evangelischen Stifter Meissen und Wurzen. Leipzig 1922. Nachdruck 1970.
- Die neue Verfassung der sächsischen Landeskirche. Leipzig 1926.
- Augustin und der Seelteil des germanischen Erbrechts. Leipzig 1928.
- Georg von Below – Ein Nachruf. Weimar 1928.
- Die kirchenrechtliche Judikatur des Reichsgerichts. Berlin 1928.
- Nachruf auf Karl v. Amira. 1930.
- Die Rechtslage des alternden Bauers nach den altnordischen Rechten. Weimar 1931. Auch in: Zeitschrift der Savigny-Stiftung für Rechtsgeschichte, Germanistische Abteilung (GA), 1931, Band 51.
- Zur Rechtsgeschichte der germanischen Brüdergemeinschaft. Weimar 1936.
- Otto von Gierke als Dogmatiker des bürgerlichen Rechts. Jena 1937.
- Zur Zwickauer Stadtrechtsreformation. In: Festschrift Ulrich Stutz zum siebzigsten Geburtstag. Weimar 1938, S. 709–751. Auch in: Zeitschrift der Savigny-Stiftung für Rechtsgeschichte, Germanistische Abteilung (GA), 1938, Band 58, S. 709–751
- Zum altnordischen Eherecht. Leipzig 1939.
- Ulrich Stutz. In: Zeitschrift der Savigny-Stiftung für Rechtsgeschichte, Germanistische Abteilung (GA), 1939, Band 59.
- Das Eherecht in den älteren angelsächsischen Königsgesetzen. Leipzig 1941.
- Über westgotisch-spanisches Eherecht. Leipzig 1944.